# Owl Arena
La Owl Arena, nota fino al 2020 con il nome Gerry Weber Stadion, è un impianto sportivo situato ad Halle, in Germania.

## Storia
I lavori ebbero inizio nel 1992 e fu inaugurato nel 1993 per la prima edizione dell'Halle Open, con una capienza di 5.500 posti. Subito dopo fu ampliato con la costruzione di un secondo anello di tribune, la capienza venne portata a 11.500 posti e fu aggiunto il tetto retrattile, che può essere chiuso in 90 secondi in caso di pioggia. Dopo questo intervento è diventato un impianto multifunzione per ospitare anche altri eventi sportivi e concerti.

## Uso e beneficiari
Ospita l'Halle Open, torneo dell'ATP Tour. È usato anche per altri sport (pallamano, pallavolo, pugilato), programmi televisivi e concerti.